# Ulysses Owens
Ulysses Samuel Owens Jr (* 6. Dezember 1982 in Jacksonville, Florida) ist ein US-amerikanischer Jazzmusiker (Schlagzeug) und Hochschullehrer.

## Leben und Wirken
Owens, der Sohn eines Chorleiters und Toningenieurs, lernte zunächst mit acht Jahren klassisches Piano und hatte während seiner Schulzeit Perkussionsunterricht. Bereits mit 17 Jahren erhielt er die Gelegenheit, im Jazzprogramm der New Yorker Juilliard School zu studieren. Er arbeitete daneben ab Mitte der 2000er-Jahre in der New Yorker Jazzszene; erste Aufnahmen entstanden 2006 mit der Vokalistin Diane Hoffman (My Little French Dance). In den folgenden Jahren spielte er u. a. mit Antonio Ciacca, Kurt Elling, Vincent Gardner, in der Christian McBride Big Band (The Good Feeling, 2011), mit Bria Skonberg, Ted Nash, Michael Dease, Diane Schuur, Joey Alexander, Marcus Printup, Theo Croker und Gregory Porter (Nat King Cole and Me, 2017).
Unter eigenem Namen nahm Owens um 2010 sein Debütalbum It’s Time for U  auf, an dem auch Sullivan Fortner und Ben Williams mitwirkten. Im Bereich des Jazz war er zwischen 2006 und 2018 an 40 Aufnahmesessions beteiligt. 2019 wirkte er bei John Beasleys Grammy-nominierten Album MONK’estra Plays John Beasley mit.
Owens ist Professor im Fachbereich Jazz Studies an der New Yorker Juilliard School; zuvor unterrichtete er an der Jacksonville University und im Jazzprogramm des Caine College of Art (Utah State University). Owens lebt in Washington Heights.

## Diskographische Hinweise
- Unanimous (Criss Cross, 2012), mit Nicholas Payton, Michael Dease, Jaleel Shaw, Christian Sands, Christian McBride
- Onward and Upward (D-Clef, 2013), mit Benny Benack, Jason Palmer, Michael Dease, Anat Cohen, Christian Sands, Gilad Hekselman, Matthew Rybicki, Reuben Rogers, Charles Turner
- Ulysses Owens Jr. Big Band: Soul Conversations (Outside In Music, 2021)